# ルイス・ヒール
- ルイス・ヒル
- ルイス・ヒール

ルイス・アンヘル・ギル（Luis Ángel Gil, 英語発音: /luˈiːs ˈhiːl/; 1998年6月3日 - ）は、ドミニカ共和国アスア州アスア出身のプロ野球選手（投手）。右投右打。MLBのニューヨーク・ヤンキース所属。

## 経歴

### プロ入りとツインズ傘下時代
2015年2月12日にアマチュア・フリーエージェントでミネソタ・ツインズと契約してプロ入り。この年、傘下のルーキー級ドミニカン・サマーリーグ・ツインズでプロデビュー。16試合に登板して1勝2敗2セーブ、防御率4.63、24奪三振を記録した。
2016年は全休した。
2017年はルーキー級ドミニカン・サマーリーグ・ツインズでプレーし、14試合に先発登板して0勝2敗、防御率2.59、49奪三振を記録した。

### ヤンキース時代
2018年3月16日にジェイク・ケイブとのトレードで、ニューヨーク・ヤンキースへ移籍した。この年は傘下のアパラチアンリーグのルーキー級プラスキ・ヤンキースとA-級スタテンアイランド・ヤンキースでプレーし、2球団合計で12試合に先発登板して2勝3敗、防御率1.96、68奪三振を記録した。
2019年はA級チャールストン・リバードッグスとA+級タンパ・ターポンズでプレーし、2球団合計で20試合に先発登板して5勝5敗、防御率2.72、123奪三振を記録した。オフの11月20日にルール・ファイブ・ドラフトでの流出を防ぐために40人枠入りした。
2020年はCOVID-19の影響の影響でマイナーリーグの試合が開催されず、公式戦への出場はなかった。
2021年8月3日のボルチモア・オリオールズ戦でメジャーデビューし、6回無失点の投球で初勝利を挙げた。
2022年は5月に右肘を痛め、トミー・ジョン手術を行うことになったため、メジャーでは1登板にとどまった。
2023年は前年の手術の影響でメジャーでの登板はなかった。
2024年はゲリット・コールの離脱を受けてシーズン開幕をローテーションの5番手として迎えた。この年は29試合に先発登板し、15勝7敗、防御率3.50、171奪三振を記録し、僅差でコルトン・カウザーを上回り、新人王に選出された。

## 選手としての特徴
| 球種           | 割合 | 平均球速 | 平均球速 | 最高球速 | 最高球速 |
| 球種           | %    | mph      | km/h     | mph      | km/h     |
| フォーシーム   | 53.4 | 96.1     | 154.7    | 99.3     | 159.8    |
| スライダー     | 39.3 | 85.2     | 137.1    | 89.5     | 144      |
| チェンジアップ | 7.3  | 92.3     | 148.5    | 95       | 152.9    |

速球は100mphに達し、スライダーのようなスピンがかかっている。その他にはチェンジアップとスライダーを投げる。

## 詳細情報

### 年度別投手成績
| 年 度    | 球 団    | 登 板 | 先 発 | 完 投 | 完 封 | 無 四 球 | 勝 利 | 敗 戦 | セ 丨 ブ | ホ 丨 ル ド | 勝 率 | 打 者 | 投 球 回 | 被 安 打 | 被 本 塁 打 | 与 四 球 | 敬 遠 | 与 死 球 | 奪 三 振 | 暴 投 | ボ 丨 ク | 失 点 | 自 責 点 | 防 御 率 | W H I P |
| -------- | -------- | ----- | ----- | ----- | ----- | -------- | ----- | ----- | -------- | ----------- | ----- | ----- | -------- | -------- | ----------- | -------- | ----- | -------- | -------- | ----- | -------- | ----- | -------- | -------- | ------- |
| 2021     | NYY      | 6     | 6     | 0     | 0     | 0        | 1     | 1     | 0        | 0           | .500  | 129   | 29.1     | 20       | 4           | 19       | 0     | 1        | 38       | 1     | 0        | 11    | 10       | 3.07     | 1.33    |
| 2022     | NYY      | 1     | 1     | 0     | 0     | 0        | 0     | 0     | 0        | 0           | ----  | 19    | 4.0      | 5        | 0           | 2        | 0     | 0        | 5        | 1     | 0        | 4     | 4        | 9.00     | 1.75    |
| 2024     | NYY      | 29    | 29    | 0     | 0     | 0        | 15    | 7     | 0        | 0           | .682  | 637   | 151.2    | 104      | 18          | 77       | 0     | 8        | 171      | 6     | 2        | 60    | 59       | 3.50     | 1.19    |
| MLB：3年 | MLB：3年 | 36    | 36    | 0     | 0     | 0        | 16    | 8     | 0        | 0           | .667  | 785   | 185.0    | 129      | 22          | 98       | 0     | 9        | 214      | 8     | 2        | 75    | 73       | 3.55     | 1.23    |

- 2024年度シーズン終了時
- 各年度の太字はリーグ最高

### 年度別守備成績
| 年 度 | 球 団 | 投手（P） | 投手（P） | 投手（P） | 投手（P） | 投手（P） | 投手（P） |
| 年 度 | 球 団 | 試 合     | 刺 殺     | 補 殺     | 失 策     | 併 殺     | 守 備 率  |
| ----- | ----- | --------- | --------- | --------- | --------- | --------- | --------- |
| 2021  | NYY   | 6         | 0         | 2         | 0         | 0         | 1.000     |
| 2022  | NYY   | 1         | 0         | 1         | 0         | 0         | 1.000     |
| 2024  | NYY   | 29        | 14        | 5         | 3         | 1         | .864      |
| MLB   | MLB   | 36        | 14        | 8         | 3         | 1         | .880      |

- 2024年度シーズン終了時

### 表彰
- 新人王（2024年）
- ピッチャー・オブ・ザ・マンス：1回（2024年5月）

### 背番号
- 81（2021年 - 2022年、2024年 - ）